# Geopyxis pulchra
Geopyxis pulchra är en svampart som först beskrevs av W.R. Gerard, och fick sitt nu gällande namn av Pier Andrea Saccardo 1889. Geopyxis pulchra ingår i släktet Geopyxis och familjen Pyronemataceae.   Inga underarter finns listade i Catalogue of Life.